# 白岩冬萌
白岩 冬萌（しらいわ とも、1997年〈平成9年〉8月19日 - ）は、日本のAV女優。カプセルエージェンシー所属。

## 経歴
アイドル活動（Malcolm Mask McLaren）を5年間やっていたが、先々のビジョンが見えなくなったこと、子猫を飼いたくなったことを理由にアイドル業を引退。
2024年10月15日に『新人 きれいなお姉さんは好きですか？ 専属 白岩冬萌AV Debut！』でMOODYZの新レーベル『きれいなお姉さんは好きですか』の専属第1号としてAVデビュー。
デビュー作は同年9月16日週FANZA通販フロアランキング第2位にランクイン。

## 人物
- 芸名はバレーボール選手の白岩蘭奈と白岩に合う画数から名付けられた[4]。
- 性の目覚めは父親の本棚にあった漫画に描かれていた「プールに放たれた電気ウナギが綺麗なお姉さんに巻き付いて、それでお姉さんがイッてしまう」というシーンを見て、実際に家の風呂にお湯を溜めて入り、身体にホースを巻き付けてシャワーを体に浴びせたら気持ちが良かったこと[4]。

- AVはデビュー以前よりテレビドラマ感覚で視聴[5]。ヘビーユーザーであることはアイドル時代から公言していた[5]。

- AV女優になろうとしたきっかけは推しの女優である美谷朱音と同じ景色を見たかったから[4][5]。過去には美谷に会うために作品発売イベント、個人撮影会や台湾のイベントまで参加していた[4]。美谷への女優になった挨拶は2024年のMOODYZ忘年会でできたという[7]。

- デビュー作まで性行為は約2年間やっていなかったことを明かしている[4]。

- 初恋は中学2年生の時で初体験は高校2年生の時に当時付き合っていた童貞の同級生。デビューまでの経験人数は20人で彼氏が10人とワンナイトが10人だった[8][9]。

- プライベートで3Pを経験していたが女2人と男1人でだった[8]。

- 好きな体位は騎乗位と対面座位[9]。

- 性感帯は乳首や耳[9]。

- 『月ともぐら』初出演時には舞台版『月ともぐら』を鑑賞しに行くくらいの番組ファンだったこと告白。本編2回目収録後のスピンオフ番組「モグライダーさん ちょっとお時間いいですか？」 では、愛を語る場面もあった[10]。

## 作品

### アダルトビデオ
- 新人 きれいなお姉さんは好きですか？ 専属 白岩冬萌AV Debut!（10月15日、MOODYZ）◎
- 綺麗なお姉さんの理性とバルトリン腺決壊 アクメ覚醒 淫らな汁と潮吹きダダ漏れ3本番（11月19日、MOODYZ）◎
- 痴女開花！きれいなお姉さんがM男をじっくりねっとり痴女りまくり（12月17日、MOODYZ）◎

- 禁欲お姉さんと淫らに交わるホテルに巣ごもり極濃密FUCK24時間オーガズム（1月21日、MOODYZ）◎
- 「ねぇ先生とエッチなコトしたい？」 綺麗な女教師お姉さんと筆おろし放課後イチャラブデートフェロモン誘惑に負けてラブホテルで乱れ狂う腰振りに溺れイキ…何度も何度もセックスしてしまった（2月18日、MOODYZ）[11]
- 綺麗なお姉さんのスレンダー巨乳ボディに紙パンが破れそう… 舐めテク・ハンドテク・極上おま〇こ本番で抜きにくる 高級回春メンズエステ（3月18日、MOODYZ）◎
- 同窓会NTR 音信不通になった一夜、最愛の婚約者はボクに内緒で元カレと… 白岩冬萌（4月15日、MOODYZ）
- 綺麗なお姉さんの下品なおチンチンしゃぶりでボクたちは金玉カラになるまで何度も何度もイカされる！ 白岩冬萌（5月20日、MOODYZ）◎
- 綺麗なお姉さんに見つめられながら焦らされて…焦らされて…10種類の手コキと淫語と男潮 白岩冬萌（6月17日、MOODYZ）◎
- キミ正社員だよね？ 責任押し付けるセクハラ女上司の説教淫語と美脚責めで痴女られ何度も足コキ搾精サービス残業させられる精射員のボク 白岩冬萌（7月15日、MOODYZ）◎
- きれいなお姉さん限・定・在・籍 完全会員制高級ソープ 白岩冬萌 （8月19日、MOODYZ）◎[12]

### アダルトVR
- きれいなお姉さんと、きれいでエッチなお姉さん、どっちがお好きですか？「柔艶・優艶・妖艶」元アイドルらしからぬ溢れんばかりの色香 白岩冬萌にいっぱい弄ばれる世界 （12月20日、MOODYZ）

- 8KVR 誰にでも人懐っこくて男たらしと噂の「白岩さん」とまさかの出張相部屋で突然の告白 実は真面目で、実直で、ドスケベで…白岩さんのペースに呑まれて一線を越えてしまったアノ夜 白岩冬萌 （4月24日、MOODYZ）

### イメージビデオ
- Tomo Enjoy white winter!・白岩冬萌（2025年3月6日、REbecca）[1][13]

## 出演

### テレビ
- 月ともぐら（2025年2月21日 - 、テレビ東京）
- もう!バカリズムさんの超H! #64（2025年7月28日、フジテレビONE）

### ウェブテレビ
- 白岩冬萌のバレンタイン生放送（2025年2月9日生配信、3月7日アーカイブ配信開始[14]、DMMオンラインサロン・エンタちゃん放送局）
- カチコチTV（2025年6月13日・20日、FANZA TV）

### ラジオ
- ねむチキ（2025年6月8日・15日、TBSラジオ）

### 舞台
- 『お月ちゃん大集合！スペシャルトークライブイベント2025〜ちょっとお時間いいですか？〜』【昼公演】（2025年6月15日、東京・I’M A SHOW）[15]

## 外部サイト
- 白岩冬萌♡Tomo Shiraiwa (@tomo_shiraiwa) - X
- 白岩冬萌♡Tomo Shiraiwa (@tomoshiraiwa) - Instagram

※以下は、18禁サイト
- カプセルエージェンシー・白岩冬萌